# 善福寺 (西予市)
善福寺 （ぜんぷくじ）は、愛媛県西予市宇和町にある寺院。通称は「山田薬師」で呼ばれる。宗派は曹洞宗、本尊は薬師瑠璃光如来で、新四国曼荼羅霊場第53番札所。
御詠歌：なむやくし しょびょうなかれと ねがいつつ まいれるひとを びょうどうにして

## 概要・歴史
奈良時代郡主三好貞春の願いにより行基が極山（ごくざん）の洞窟にこもり悪病除難を祈祷し創建されたと伝えられている。
平安時代（1073年）白河天皇の信仰厚く、日本三大薬師（他は出雲の一畑薬師と筑後の永勝寺）となり勅願数度におよんだ。江戸時代には宇和島藩伊達家の勅願寺となり山号を「宝おく山」から潮光山と称し笹に雀の家紋も許された。
昭和38年（1963年）夏、大雨降りしきる中突如大音響とともに裏山から巨石が落ちて来て大師堂を押し潰したが、大師像は無傷で堂外に居た。驚いた村人たちは堂を再建し祈りをささげた。

## 文化財

### 西予市指定有形文化財
- 本堂（1987年6月11日指定[3]）
- 厨子（2005年10月25日指定[4]）
- 山門（2005年10月25日指定[5]）
- 木造薬師如来立像（1983年12月9日指定[6]）

## 交通案内
鉄道
- 四国旅客鉄道（JR四国）予讃線 卯之町駅よりタクシーで約10分。

## 前後の札所
新四国曼荼羅霊場
52番 永照寺-- 53番 善福寺 -- 54番 泰平寺